# Ieper
Ieper (wym. [ˈipər]; fr. Ypres, wym. [ipʁ]) – miasto w północno-zachodniej Belgii, w Regionie Flamandzkim, w prowincji Flandria Zachodnia, siedziba administracyjna okręgu Ieper. Zajmuje powierzchnię 131,451 km². 1 stycznia 2024 r. liczyło 35 550 mieszkańców.

## Podział administracyjny
W skład miasta wchodzi dziesięć dzielnic (deelgemeente):
- Boezinge
- Brielen
- Dikkebus
- Elverdinge
- Hollebeke
- Sint-Jan (Saint-Jean)
- Vlamertinge (Vlamertinghe)
- Voormezele
- Zillebeke
- Zuidschote

## Historia
Miasto rozwinęło się na przełomie X i XI wieku wokół zamku hrabiów Flandrii. W XIII i XIV wieku było jednym z największych ośrodków produkcji i eksportu sukna flandryjskiego. Od schyłku XIV wieku nastąpił stopniowy upadek miasta spowodowany nieudanym, acz niszczycielskim oblężeniem Anglików w 1383 roku podczas wojny stuletniej oraz kryzysem sukiennictwa. Później odnosiło także zniszczenia w wojnach w XVI i XVII wieku.
Katastrofalna dla miasta okazała się również I wojna światowa, gdy okolice miejscowości były miejscem czterech wielkich bitew. Podczas pierwszej bitwy (19 października – 22 listopada 1914) Brytyjczycy przejęli miasto z rąk Niemców. W drugiej bitwie (22 kwietnia – 25 maja 1915) Niemcy po raz pierwszy użyli chloru jako bojowego środka trującego. Podczas trzeciej bitwy (31 lipca – 6 listopada 1917) po raz pierwszy na froncie zachodnim użyto gazu musztardowego, od nazwy miasta nazywanego iperytem. W czasie czwartej bitwy (9 – 29 kwietnia 1918) generał Erich Ludendorff podjął ostatnią próbę zdobycia miasta i przerwania frontu.
Całkowicie zrujnowane miasto po wojnie zostało odbudowane.
We wrześniu 1944 roku zostało wyzwolone spod okupacji niemieckiej przez polską 1 Dywizję Pancerną dowodzoną przez gen. Stanisława Maczka.
Obecnie nosi tytuł miasta pokoju i utrzymuje bliskie stosunki z m.in. japońską Hiroszimą, która doznała podobnych zniszczeń podczas II wojny światowej.
W gmachu sukiennic mieści się muzeum poświęcone historii I wojny światowej na froncie zachodnim we Flandrii Zachodniej – In Flanders Fields Museum. 
Miasto jest bazą Rajdu Ypres – rundy IRC i mistrzostw Europy w rajdach samochodowych.

## Zabytki
- rynek ze średniowiecznym ratuszem
- sukiennice – największa świecka budowla gotycka w Europie. wys. – 62 m, dł. – 131 m.
- katedra pw. św. Marcina (Sint-Maarten) wznoszona w latach 1561-1801
- Menenpoort – memoriał I wojny światowej (1927)

## Transport
Znajduje się tutaj stacja kolejowa Ieper.

## Współpraca
Miejscowości partnerskie:
- Hiroszima, Japonia, od 2004 r.
- Koekelberg, Region Stołeczny Brukseli
- Nagasaki, Japonia, od 2004 r.
- Saint-Omer, Francja, od 1969 r.
- Seelbach, Niemcy, od 1983 r.
- Siegen, Niemcy, od 1967 r.
- Sittingbourne, Anglia, od 1964 r.
- Wa, Ghana, od 2002 r.